# 馬諾·所羅門
馬諾·所羅門（希伯來語：מנור סולומון；1999年7月24日—），以色列職業足球員，司職進攻中場或翼鋒，現效力於英超俱樂部熱刺，同時代表以色列國家足球隊參加國際比賽。

## 早年與個人生活
馬諾在1999年7月24日出生於以色列卡法薩巴，來自一有著阿什肯納茲猶太人（匈牙利猶太人）、塞法迪猶太人和米茲拉希猶太人（伊拉克猶太人）血統的家庭，父母約西（Yossi）和艾雅拉（Ayala）都是體育老師，兩人在卡茨林的奧哈洛學院主修體育、輔修海事時邂逅。作為一對年輕的已婚夫婦，約西和艾雅拉的共同海上訓練經歷使他們有了為兒子起名為「馬諾」（Manor）的獨特想法，而此字在希伯來語中有著「縱帆下桁」之意。
2017年12月，所羅門被以色列海軍徵召服役，此前他曾在其家鄉卡法薩巴的加利利高中（Galili High School）就讀。2019年1月，所羅門申請並獲得了優秀運動員資格，將在國外完成役期至名譽退伍。此外自2018年以來，所羅門便一直與其以色列女友戴娜·沃什納（Dana Voshina）交往。

## 俱樂部
所羅門在2007年至2008年曾是卡法薩巴夏普爾的青年軍成員。九歲時，他轉投彼達迪華馬卡比的青年梯隊。

### 佩塔提克瓦馬加比
2016年11月26日，年僅17歲的所羅門首次為彼達迪華馬卡比一線隊披甲上陣，在對陣海法的以超比賽中於第54分鐘替補出場，惜該場比賽以1–2客場告負。2017年1月28日，他在對上賓尼耶赫達的比賽中攻入其以超首球，助球隊在主場以2–0奏凱。
2018–19球季過後，所羅門獲列入「未來50人：UEFA.com之2018–19球季最值得關注的球員」（50 for the Future: 's Ones to Watch for 2018–19）榜單內，據報兩大豪門祖雲達斯和利物浦都在追蹤他的發展。

### 頓內茨克礦工
2019年1月11日，烏超的頓內茨克礦工宣佈從彼達迪華馬卡比簽下19歲的所羅門，初始轉會費為600萬歐元，是當時以色列足球運動員中第五高的轉會費。同年4月13日，他在對陣盧甘斯克索爾亞的比賽中於77分鐘從板凳出發，首次在烏超亮相，助其球隊以3–0大勝。2019年9月1日，所羅門攻入其烏超首球，帶領頓內茨克礦工以4–0旗開得勝。一個月後，他在對上阿特蘭大的歐冠分組賽中在95分鐘射進絕殺一球，助球隊在客場以2–1反勝對手，此球也讓年僅20歲的其成為歐冠史上最年輕的以色列進球球員。同年11月26日，所羅門在對陣曼城的歐冠分組賽中打破對方門將的五指關，助頓內茨克礦工以1–1迫和「藍月亮」，惜他們最後排名小組第三未能晉級，需轉戰歐霸盃。
所羅門在隔年的2020–21歐冠賽季延續其好表現，並於2020年10月21日對上皇家馬德里的分組賽攻入一球，助頓內茨克礦工在客場以3–2全取三分。在同年12月1日的再次對疊皇馬的第二輪分組賽中，他再次得手，帶領球隊回到主場後以2–0雙殺對手。

#### 富勒姆（外借）
2022年7月22日，剛剛升上英超的富勒姆在FIFA因應俄羅斯入侵烏克蘭，允許為烏國球隊效力的外國球員可在2023年6月30日前暫停其合約後宣佈租下所羅門，為期一年。簽約後，他成為收入最高的以色列足球運動員，每個賽季的收入達170萬英鎊，若表現出色的話其薪水更可增加至250萬英鎊。同年8月6日，所羅門在英超2022–23球季對上利物浦的首輪比賽中第一次代表富勒姆上陣，於第66分鐘從板凳出發的他助球隊取得第二個十二碼進球，富勒姆最終在得以在主場以2-2戰平來訪的「紅軍」。

### 托特納姆熱刺
2023年7月11日，所羅門以自由轉會的方式加盟英超俱樂部熱刺，合同有效期至2028年。所羅門告訴The Athletic，由於托特納姆熱刺與倫敦猶太社區的聯繫，他感到與托特納姆熱刺有親切感 。8月19日，他在熱刺主場2-0戰勝曼聯的比賽中替補上場，完成了俱樂部的英超首秀。

## 國家隊生涯
所羅門除了擁有以色列國籍外，還因為其塞法迪猶太人血統而持有葡萄牙護照，有助於他未來轉會至某些歐洲主要聯賽的球會。青年國家隊方面，所羅門總共為以色列出賽29次並攻入2球，其中在2015年5月14日首次代表以色列U-16上場，之後便一路在各年齡的梯隊扶搖直上，並在2017年10月9日第一次穿上以色列U21球衣。
2017年5月21日，所羅門在未滿18歲且未曾為U-21隊效力的情況下便被以色列成年國家隊徵召，並獲列入對上摩爾多瓦的友賽大名單中，但最終未替補上場。隔年9月7日，他以19歲之齡首次為以色列披掛上陣，在對上阿爾巴尼亞的2018–19年歐洲國家聯賽C分組賽中於71分鐘從板凳出發，惜該場比賽「藍與白」以0–1在客場飲恨吞敗。2020年11月18日，所羅門在對陣蘇格蘭的歐國聯B分組賽中攻入其國家隊首球，助球隊在主場以1–0全取三分。
在2021年9月4日對上奧地利的世界盃外圍賽中，所羅門幫助以色列打破僵局，為5–2的主場大勝打開序幕。隔年6月10日，他在對陣阿爾巴尼亞的歐國聯B分組賽中梅開二度，帶領「藍與白」在0–1落後的情況下連陷兩城反勝，兩球用時僅16分鐘。

## 生涯數據

### 俱樂部
最後更新：2022年8月6日
| 俱樂部         | 球季     | 聯賽     | 聯賽 | 聯賽 | 盃賽 | 盃賽 | 聯賽盃 | 聯賽盃 | 洲際賽 | 洲際賽 | 其他 | 其他 | 總計 | 總計 |
| 俱樂部         | 球季     | 聯賽     | 上陣 | 進球 | 上陣 | 進球 | 上陣   | 進球   | 上陣   | 進球   | 上陣 | 進球 | 上陣 | 進球 |
| -------------- | -------- | -------- | ---- | ---- | ---- | ---- | ------ | ------ | ------ | ------ | ---- | ---- | ---- | ---- |
| 彼達迪華馬卡比 | 2016–17  | 以超     | 23   | 2    | 4    | 0    | 0      | 0      | —      | —      | —    | —    | 27   | 2    |
| 彼達迪華馬卡比 | 2017–18  | 以超     | 33   | 4    | 1    | 0    | 4      | 0      | —      | —      | —    | —    | 38   | 4    |
| 彼達迪華馬卡比 | 2018–19  | 以超     | 12   | 2    | 1    | 0    | 5      | 2      | –      | –      | —    | —    | 18   | 4    |
| 彼達迪華馬卡比 | 總計     | 總計     | 68   | 8    | 6    | 0    | 9      | 2      | —      | —      | —    | —    | 83   | 10   |
| 頓內茨克礦工   | 2018–19  | 烏超     | 11   | 0    | 3    | 1    | —      | —      | 2      | 0      | 0    | 0    | 16   | 1    |
| 頓內茨克礦工   | 2019–20  | 烏超     | 20   | 3    | 0    | 0    | —      | —      | 8      | 3      | 1    | 0    | 29   | 6    |
| 頓內茨克礦工   | 2020–21  | 烏超     | 23   | 9    | 1    | 0    | —      | —      | 10     | 2      | 1    | 0    | 35   | 11   |
| 頓內茨克礦工   | 2021–22  | 烏超     | 16   | 4    | 1    | 0    | —      | —      | 8      | 0      | 5    | 1    | 30   | 5    |
| 頓內茨克礦工   | 總計     | 總計     | 70   | 16   | 5    | 1    | —      | —      | 28     | 5      | 7    | 1    | 110  | 23   |
| 富勒姆（外借） | 2022–23  | 英超     | 1    | 0    | 0    | 0    | 0      | 0      | —      | —      | 0    | 0    | 1    | 0    |
| 生涯總計       | 生涯總計 | 生涯總計 | 139  | 24   | 11   | 1    | 9      | 2      | 28     | 5      | 7    | 1    | 194  | 33   |

1. ↑  歐霸
2. ↑  5場歐冠，3場歐霸
3. 1 2  烏克蘭超級盃
4. ↑  6場歐冠，4場歐霸
5. ↑  歐冠
6. ↑  1場烏克蘭超級盃，4場和平環球巡迴賽（英语：Global Tour for Peace）

### 國家隊
最後更新：2023年6月19日
| 國家隊 | 年份 | 上陣 | 進球 |
| ------ | ---- | ---- | ---- |
| 以色列 | 2018 | 2    | 0    |
| 以色列 | 2019 | 5    | 0    |
| 以色列 | 2020 | 7    | 1    |
| 以色列 | 2021 | 12   | 3    |
| 以色列 | 2022 | 5    | 2    |
| 以色列 | 2023 | 4    | 1    |
| 總計   | 總計 | 35   | 7    |

#### 國家隊進球
| 場數 | 日期           | 場館                                     | 對手       | 比數 | 結果 | 性質                       |
| ---- | -------------- | ---------------------------------------- | ---------- | ---- | ---- | -------------------------- |
| 1.   | 2020年11月18日 | 以色列内坦亚內坦亞體育場                 | 苏格兰     | 1–0  | 1–0  | 2020–21年歐洲國家聯賽B     |
| 2.   | 2021年3月31日  | 摩尔多瓦野牛體育場                       | 摩尔多瓦   | 2–1  | 4–1  | 2022年國際足協世界盃外圍賽 |
| 3.   | 2021年6月5日   | 蒙特內哥羅波德戈里察波德戈里察城市體育場 | 蒙特內哥羅 | 2–0  | 3–1  | 友賽                       |
| 4.   | 2021年9月4日   | 以色列海法薩米奧弗體育場                 | 奥地利     | 1–0  | 5–2  | 2022年國際足協世界盃外圍賽 |
| 5.   | 2022年6月10日  | 阿尔巴尼亚地拉那科姆伯塔雷竞技场         | 阿尔巴尼亚 | 1–1  | 2–1  | 2022–23年歐洲國家聯賽B     |
| 6.   | 2022年6月10日  | 阿尔巴尼亚地拉那科姆伯塔雷竞技场         | 阿尔巴尼亚 | 2–1  | 2–1  | 2022–23年歐洲國家聯賽B     |
| 7.   | 2023年6月19日  | 以色列耶路撒冷特迪体育场                 | 安道尔     | 2–1  | 2–1  | 2024年歐洲足球錦標賽外圍賽 |

## 榮譽
頓內次克礦工
- 烏超冠軍：2018–19、2019–20、2021–22[1][67]
- 烏克蘭盃冠軍：2018–19
- 烏克蘭超級盃冠軍：2021

## 外部連結
- Manor Solomon （页面存档备份，存于） at FBref
- Manor Solomon （页面存档备份，存于） at PlaymakerStats.com
- 50 for the future: UEFA.com's ones to watch for 2018/19 （页面存档备份，存于） (24 July 2018). UEFA.
- 2021 Forbes 30 Under 30 - Manor Solomon （页面存档备份，存于） (8 August 2021). Forbes Israel.
- Orme, Matty (5 August 2022). Why Liverpool Should Sign Fulham’s Manor Solomon （页面存档备份，存于）. Sports Illustrated.